# Дарио Силва
Дарио Дебра Силва Перейра (на испански: Darío Debray Silva Pereira) е уругвайски футболист – нападател.
След като става известен в своята страна и в Италия с Каляри Калчо, той прекарва следващите седем години от кариерата си в Испания, където отбелязва 48 гола в Ла Лига в 163 мача, предимно за Малага, преди да се премести в Англия. Претърпява тежка катастрофа малко след като напуска ФК Портсмут и губи крак, което слага край на кариерата му.
Силва участва в националния отбор на Уругвай, вкл. на световното първенство през 2002 г., имайки близо 50 срещи.